# Cal Guilera (Subirats)
Cal Guilera és una casa de Subirats (Alt Penedès) protegida com a Bé Cultural d'Interès Local.

## Descripció
Cal Guilera està situada a l'interior del nucli urbà de Sant Pau d'Ordal, al sector més antic del poble. Es tracta d'una masia de planta rectangular, de planta baixa, pis i golfes, amb coberta a dues aigües. La porta d'accés és un arc carpanell i la resta de les obertures són rectangulars. A la planta baixa hi ha dos arcs de mig punt formats per grans dovelles de pedra, que emmarquen sengles finestres. A la primera planta hi ha dos balcons centrats. Hi ha dues finestres remarcables, una a la planta baixa i l'altre, al primer pis; presenten un marc de pedra amb cornisa i trencaaigües. La pedra s'ha fet servir també per emmarcar la resta de les obertures i a les cantoneres de l'edifici.